# 개역개정판
개역개정판은 대한성서공회가 발표한 성경으로 개역한글판을 1998년에 개정한 한국어 성경을 말한다.

## 개정
개역한글판에서의 난해한 한자어나 한국어 문법에 맞지 않은 번역, 한글 맞춤법에 어긋난 표현, 명확하지 않은 뜻을 수정하여, 개역한글판 보다 쉽게 읽을 수 있다는 평을 받고 있다. 장애인 인권을 존중하여, 장애인을 낮추어 부르는 말들을 고쳤다. 예를 들어 개역한글판의 큰 무리가 절뚝발이와 불구자와 소경과 벙어리와 기타 여럿을 데리고 와서 예수의 발앞에 두매 고쳐 주시니(마태복음15:30)을 개역개정판에서는 큰 무리가 다리 저는 사람과 장애인과 맹인과 말 못하는 사람과 기타 여럿을 데리고 와서 예수의 발 앞에 앉히매 고쳐 주시니(마태복음15:30)라고 고쳤다.

## 개역개정판을 사용하는 개신교 교회
현재 대한민국의 대다수 개신교 교회에 보급이 되고 있으며, 대한성서공회에 따르면 장로교회(여러 대한예수교장로회 및 한국기독교장로회), 루터교회(기독교한국루터회), 감리교회(기독교대한감리회), 침례교회(기독교한국침례회), 기독교대한복음교회 등 17개 교단에서 예배를 위한 표준 성서로 사용하고 있다.

## 같이 보기
- 성경
- 성경 번역